# Fieldingia
Fieldingia är ett släkte av svampdjur. Fieldingia ingår i familjen Fieldingiidae.
Fieldingia är enda släktet i familjen Fieldingiidae.
Kladogram enligt Catalogue of Life:
| Fieldingia | \| \| Fieldingia lagettoides \| \| \| \| \| \| Fieldingia valentini \| \| \| \| |
|            | \| \| Fieldingia lagettoides \| \| \| \| \| \| Fieldingia valentini \| \| \| \| |
|            | Fieldingia lagettoides                                                          |
|            |                                                                                 |
|            | Fieldingia valentini                                                            |
|            |                                                                                 |